# Ferran Mirapeix Lucas
Ferran Mirapeix Lucas né le 7 septembre 1957 à Barcelone (Catalogne), est un homme politique andorran. Il est membre du parti liberal d'Andorre.

## Biographie
Il est devenu ministre des finances dans le gouvernement de Albert Pintat Santolària. Il était avant cela ministre de la présidence et des finances du même chef de gouvernement.
En 2000, il est élu conseiller communal de Sant Julià de Lòria. Il est réélu en 2004 mais démissionne en 2005 pour sa venue au gouvernement.